# Ferdinandusa hirsuta
Ferdinandusa hirsuta är en måreväxtart som beskrevs av Paul Carpenter Standley. Ferdinandusa hirsuta ingår i släktet Ferdinandusa och familjen måreväxter. Inga underarter finns listade i Catalogue of Life.